# Annabelle (Zeitschrift)
Annabelle (Eigenschreibweise seit 1982: annabelle) ist eine 1938 gegründete Schweizer Frauenzeitschrift. Sie war damit eine der ersten typischen Frauenzeitschriften im deutschsprachigen Gebiet, der das 1924 von Gottlieb Meyer gegründete Meyers Schweizer Frauen- und Modeblatt vorausgegangen war.
Die Zeitschrift annabelle lanciert immer wieder politische Themen, so entstand beispielsweise 2006 die Petition «Keine Schusswaffen zu Hause». 2012 machte sich das Magazin stark für eine auf fünf Jahre befristete Frauenquote von dreissig Prozent in der operativen Unternehmensführung für Betriebe mit mindestens 200 Mitarbeitenden.
Zuerst erschien die annabelle einmal pro Monat, ab 1962 (mit Unterbrüchen) alle zwei Wochen und ab 2016 18 Mal im Jahr. Sie hat eine WEMF-beglaubigten Auflage von 39'533 (Vj. 42'443) verkauften bzw. 39'659 (Vj. 42'526) verbreiteten Exemplaren und erreicht 227'000 (Vj. 232'000) Leser (WEMF MACH Basic 2018-II). Von 1982 bis 2019 war Tamedia in Zürich Herausgeberin, am 1. Oktober 2019 kaufte die Medienart-Gruppe die annabelle, die Herausgeberin ist seitdem die Medienart Annabelle AG in Zürich.

## Geschichte

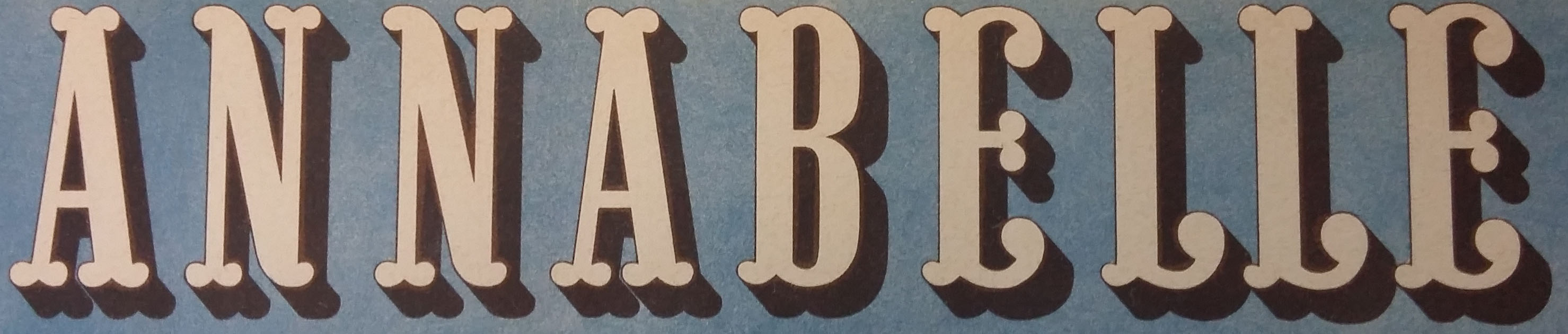
Erster Titelkopf der Annabelle

Gegründet wurde die Annabelle von zwei Machern der fünf Jahre zuvor ins Leben gerufenen Weltwoche, Karl von Schumacher und Manuel Gasser. Sie sollte ein zweites Standbein der beiden Verleger sein.
Die erste Chefredaktorin war Mabel Zuppinger (1897–1978, Pseudonym «Claudine»), die die Zeitschrift von der Gründung an über 20 Jahre lang leitete (nominell als Chefredaktorin ab 1953). Sie stammte aus Österreich und war mit dem Anwalt Alfons Zuppinger verheiratet, der 8 % des Aktienkapitals der Weltwoche besass. Sie war zunächst Sekretärin der Weltwoche-Redaktion und betreute dann, auch noch nachdem sie Leiterin der Annabelle geworden war, die Frauenseite der Weltwoche.
In den Jahren nach 1939 zeichnete der ungarische Emigrant Zoltán Kemény Titelblätter und Moden für die Annabelle und war in den fünfziger Jahren auch als Berater der Redaktion im Impressum aufgeführt. 1957 starb Karl von Schumacher, und die Leitung der Zeitschrift ging an seinen Bruder und Erben Pierre von Schumacher über. Angesichts ständig zunehmender Inserateanfragen entschied er, von der monatlichen auf eine zweiwöchentliche Erscheinungsweise überzugehen. Mabel Zuppinger wollte diese Umstellung nicht mitmachen und schied Ende 1959 aus. Sie wurde nach einer kurzen führungslosen Zeit im Mai 1960 durch die vor allem mit der Beratungsrubrik Von Frau zu Frau, später auch Spiegel des Lebens bereits für die Annabelle arbeitende Eva Maria Borer (1905–1987) abgelöst, die das Amt zunächst widerstrebend annahm, weil sie ihr Talent vor allem beim Schreiben sah, die Zeitschrift dann aber professionalisierte.

### Übernahme durch Bucerius, dann Jean Frey

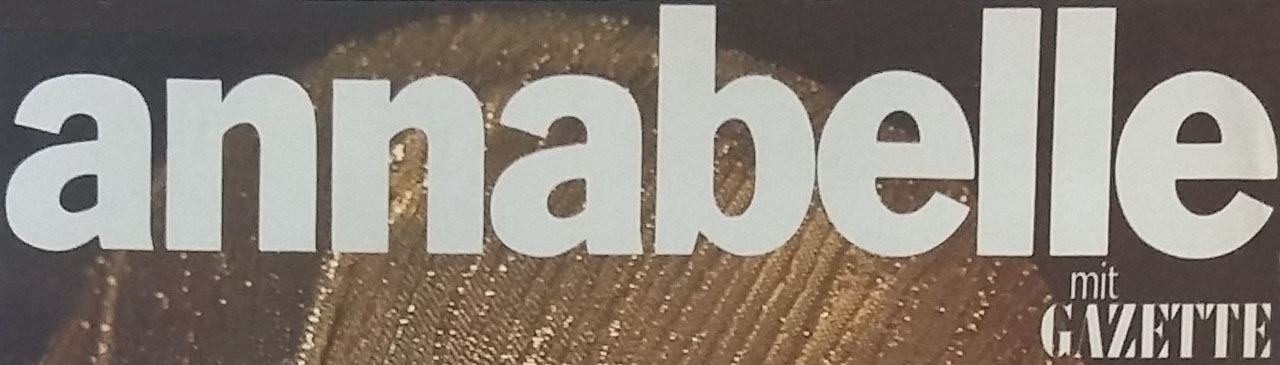
Titelkopf mit der eingehefteten «Gazette»

1963, nach dem Tode von Pierre von Schumacher, verkaufte seine Witwe und Erbin Charlotte die Mehrheit des Verlages, aber nicht, wie erwartet und vom Verstorbenen gewünscht, an Max Frey, den befreundeten Alleininhaber von Jean Frey AG, sondern unter Einhaltung grösster Diskretion an den deutschen Verleger der Zeit Gerd Bucerius, der die Zeitschrift nach Deutschland expandieren wollte. Von 1964 bis 1967 gab es deshalb auch eine weitere Redaktion in München mit dem Chefredaktor Ulrich Klever. Bucerius setzte im April 1966, mit der Zustimmung Borers, den von der Weltwoche kommenden Hans Gmür (1927–2004) als Co-Chefredaktor ein, der ab Oktober 1966 die eigentliche Chefredaktion allein übernahm. Er führte, um für aktuelle Themen den aufgrund des anspruchsvollen Drucks sehr frühen Redaktionsschluss zu umgehen, eine eingeheftete «Gazette» auf normalem Zeitungspapier ein, die bis Ende 1979 bestehen blieb.
Nachdem durch einen andern Zusammenschluss drei deutsche Frauenzeitschriften in die Gruppe von Bucerius gelangt waren, verlor dieser das Interesse an der Annabelle und verkaufte das Paket Mitte 1967 hälftig an Ringier und Max Frey. Dieser kaufte zudem nur einen Monat später als Vorbereitung für eine spätere Mehrheit unter Stillschweigen die dafür notwendige Quote von Manuel Gasser. Im Januar 1969 ging das Restpaket von Charlotte Schumacher hälftig an Jean Frey und Ringier. Max Frey war damit Mehrheitsaktionär des Verlags. Ringier hatte ebenfalls versucht, mit Hilfe eines Pakets von Manuel Gasser an die Mehrheit zu gelangen, musste aber feststellen, dass Max Frey ihr zuvorgekommen war. Borer war noch bis Ende 1973, nominell als Chefredaktorin, für Human Relations verantwortlich, betreute aber auch danach weiter ihre Beratungsrubrik.
Im April 1970 übernahm der erst 26-jährige Walter Bosch (* 1944) die Chefredaktion. Er richtete die Zeitschrift vermehrt auf eine jüngere und berufstätige Leserschaft aus. Nachdem er in der Sendung Kassensturz den Druck von Inserenten und Verlag auf redaktionelle Entscheide öffentlich gemacht hatte, wurde er im August 1975 entlassen, worauf ein Grossteil der Redaktorinnen kündigte. Von 1975 bis 1978 war Suzanne Speich (* 1945) Chefredaktorin einer weitgehend erneuerten Redaktion, die sich vermehrt gesellschaftspolitischen Themen wie der Fristenlösung zuwandte. Eva Maria Borer schied aus der Redaktion aus, Speich entliess Ende Mai 1976 zudem den seine Kolumne notorisch zu spät anliefernden Werner Wollenberger, der zugleich Verlagsberater der Jean Frey AG war.

### Integration vonElleundFrau

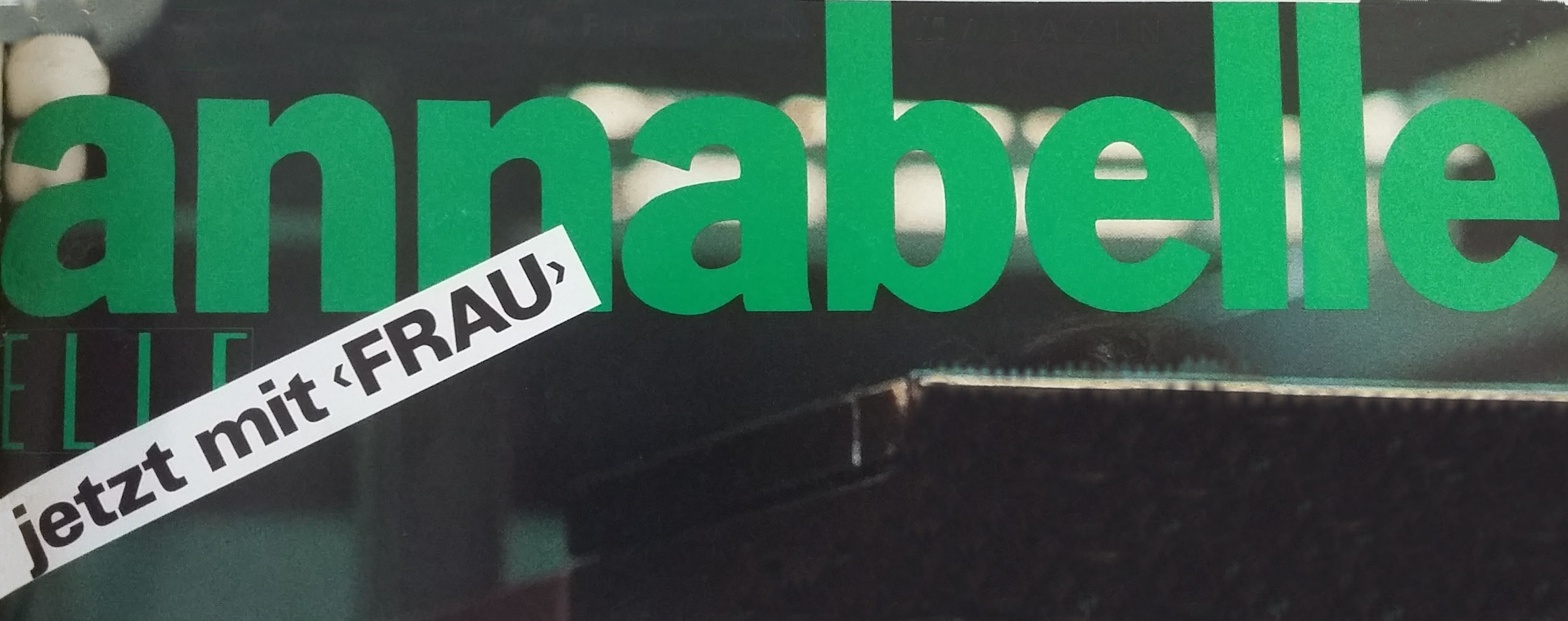
Titelkopf nach Integration von Elle und Frau

1978 kaufte Max Frey die deutschsprachige Ausgabe der Zeitschrift Elle und fusionierte sie im Oktober 1978 mit der Annabelle zur annabelle/Elle. Chefredaktorin wurde die Chefredaktorin der Elle, Charlotte Peter (1924–2020). Speich und Peter wollten die Zeitschrift eigentlich zusammen führen, aber Max Frey und sein Berater Werner Wollenberger lehnten das ab, Wollenberger wurde stattdessen Co-Chefredaktor und wieder Kolumnist. Eva Maria Borer wurde mit der Beratungsrubrik Spiegel des Lebens ebenfalls wieder ständige Mitarbeiterin der Zeitschrift. Ende Februar 1980 traten Peter und Wollenberger zurück, nachdem sich die beiden «im Kleinkrieg zerrieben» hatten. Peter war noch bis Februar 1981 «Beratende Chefredaktorin» und bis Februar 1982 Ressortleiterin Reisen, Wollenberger bis zu seiner schweren Erkrankung im Mai 1980 Kolumnist. Chefredaktor wurde René Bortolani (* 1946). 1979 verkaufte der Verleger und Druckereibesitzer Paul Feissli (Albis-Verlag) die 1947 gegründete Zeitschrift Frau hälftig an die annabelle/Elle und die femina von Conzett & Huber. Anfang 1981 wurde sie in die beiden Zeitschriften integriert. Damit sich die Abonnenten für die eine oder andere entscheiden konnten, wurden ihnen drei Monate lang beide Zeitschriften zugestellt. Die annabelle/Elle erschien bis Oktober 1981 mit der Banderole «Jetzt mit ‹Frau›», danach entfiel sie wie auch der Untertitel Elle.

### Übernahme durchTages-Anzeigerund Integration vonfeminaundOrella

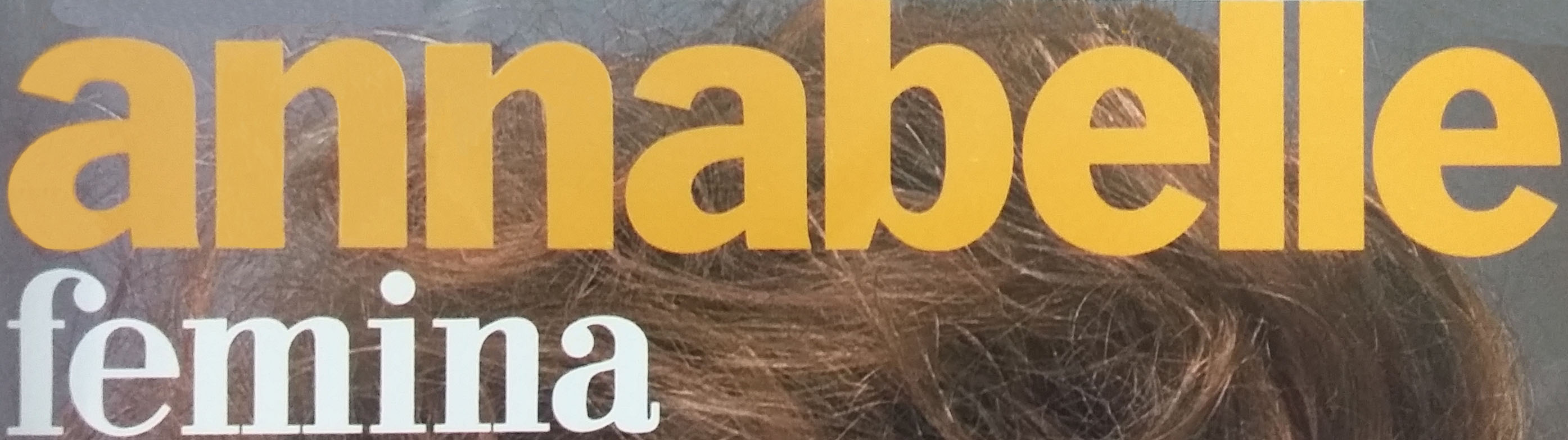
Titelkopf nach Integration der femina

Im September 1981 kaufte der Verlag des Tages-Anzeigers die femina, Ende 1981 im Rahmen des «Zürcher Pressehandels» die Annabelle von Jean Frey und vereinigte sie im September 1982 zur annabelle-femina (annabelle wurde von nun an klein geschrieben). Chefredaktor René Bortolani schied aus und wurde bis März 1983 interimsweise durch den früheren Chefredaktor des Tages-Anzeigers Walter Stutzer (und Sithara Atasoy, frühere Chefredaktorin der femina, als Mitglied der Chefredaktion) ersetzt. Da die Tages-Anzeiger AG beim Kauf der femina die Übernahme von deren Redaktion vertraglich zugesichert hatte, während der Erwerb der Verlagsrechte der Annabelle keine derartige Verpflichtung enthielt, wurde die Redaktion weitgehend ausgewechselt; sechs Mitglieder der zwölf- bis fünfzehnköpfigen Annabelle-Redaktion wurden auf freiwilliger Basis übernommen. Unter anderen schieden die früheren Chefredaktorinnen Eva Maria Borer und Charlotte Peter aus.
Von März 1983 bis Anfang 1984 war Sybille Dallach Chefredaktorin. Ab Oktober übernahm jedoch de facto Sithara Atasoy (mit Unterstützung von Wolfgang Wörnhard) die Chefredaktion von der als abwesend gemeldeten Dallach. Von Januar 1984 bis Oktober 1984 war Werner Ehrensperger Chefredaktor, Dallach, Atasoy und Wörnhard schieden aus. Von November 1984 bis März 1986 war der frühere Blick- und SonntagsBlick-Chefredaktor Fridolin Luchsinger Chefredaktor, von März 1986 bis Juli 1988 Benita Cantieni (die von Mai 1980 bis Ende 1981 stellvertretende Chefredaktorin unter Bortolani gewesen war). Im Juli 1988 wurde Gina Gysin Chefredaktorin. 1998 übernahm der Tages-Anzeiger von Vogt-Schild/Habegger die Frauenzeitschrift Orella und integrierte sie in die annabelle (zunächst als annabelle Création). 1999 entfiel femina im Titelkopf. Nächste Chefredaktorinnen waren Angela Oelckers (1996–1999), Christa Löpfe (1999–2004), Lisa Feldmann (2004–2013), Silvia Binggeli (2013–2019) und Jacqueline Krause-Blouin (2019–2023). Seit April 2023 leitet die ehemalige stellvertretende Chefredaktorin Barbara Loop die Redaktion.

### Übernahme durchMedienart
Per 1. Oktober 2019 wurde der Titel an die Medienart-Gruppe mit Standorten Zürich, Aarau und Baar verkauft.

## Trivia
- Die Rapperin Steff la Cheffe beschäftigte sich 2010 in ihrem Debütalbum im Lied Annabelle satirisch mit Frauenzeitschriften.
- Zum 70-Jahr-Jubiläum der Zeitschrift erschien am 4. September 2008 eine 400-seitige Sonderausgabe mit einem Rückblick auf die bewegte Geschichte der annabelle.